# Sohejli (Hormozgan)
Sohejli (perski: سهیلی) – miejscowość w południowym Iranie, w ostanie Hormozgan, na wyspie Keszm. W 2006 roku miejscowość liczyła 1480 mieszkańców w 300 rodzinach.